# David Pujol i Roca
David Maria Pujol i Roca, OSB, (* 1894 in El Pont d’Armentera; † 10. November 1979 in Medellín) war ein katalanischer Musikwissenschaftler, Kirchenmusiker, Komponist und Mönch des Klosters Montserrat. Pujol galt als Spezialist für Gregorianischen Gesang.

## Leben und Werk
Pujol trat 1903 in die Escola de Montserrat ein und studierte bis 1910 bei Manuel Guzmán. 1914 erkannte er seine Berufung als Mönch und trat dem Kloster Montserrat bei. Nach theologischen Studien vertiefte er sein musikalisches Wissen bei Josep Barberà (Harmonielehre) und bei V.M. Gibert (Kontrapunkt und Fuge). Gregorianischen Gesang studierte er speziell bei Gregori Suñol. Von 1939 bis 1950 leitete er die Escolania de Montserrat. Gleichzeitig leitete er die Kapelle des Klosters Montserrat.
Während des Spanischen Bürgerkrieges verließ er das Kloster Montserrat. Der Bischof von Vitoria gewährte ihm und anderen Mönchen in dieser Zeit Unterkunft. Er gründete dort die Zeitschrift Música Sacra Española. Frucht dieser Zeit im Priesterseminar von Vitoria waren auch die 1955 in der genannten Zeitschrift veröffentlichten Estudios de canto gregoriano (Studien für Gregorianischen Gesang).
1950 ging er nach Rom und unterrichtete am Päpstlichen Institut für Geistliche Musik Gregorianischen Gesang. Später zog er nach Medellín und gründete dort das Kloster Santa María. Auch hier setzte er seine musikalische Betätigung fort. Er forschte zu Musikern und Komponisten, die aus dem Kloster Montserrat hervorgegangen waren, und gab sieben Bände der von ihm begonnenen wissenschaftlichen Reihe Mestres de l’Escolania de Montserrat heraus. Von diesen Werken waren fünf Bände dem Vokalwerk von Joan Cererols und zwei der Instrumentalmusik von Komponisten wie Miguel López (1669–1723), Anselm Viola, Narcis Casanovas, Felip Rodríguez und Josep Vinyals gewidmet.
Er spielte einige geistliche Werke, vor allem Gregorianischen Gesang, auf Tonträgern ein. Er schrieb einige wenige liturgische Kompositionen.